# Landolfo Rangone
Landolfo Rangone (Módena, Itália, século XI — Itália, 4 de agosto de 1119) foi um prelado, arcebispo de Benevento e cardeal italiano da Igreja Católica.

## Biografia
No consistório de 1088, foi criado cardeal-presbítero de São Lourenço em Lucina pelo Papa Urbano II.
Em 8 de novembro de 1108, foi nomeado arcebispo de Benevento. Foi consagrado em dezembro do mesmo ano pelo Papa Pascoal II.
Participou do Sínodo de Latrão em março de 1112. Em 1114, desentendeu-se com o papa, mas logo após se reconciliaram.
Landolfo Rangone morreu em 4 de agosto de 1119 na Itália.